# Ян Урбас
Ян Урбас (словен. Jan Urbas; 26 січня 1989, м. Любляна, Югославія) — словенський хокеїст, центральний нападник. Виступає за «Векшьо Лейкерс» в Елітсерії. 
Вихованець хокейної школи «Олімпія» (Любляна). Виступав за «Олімпія» (Любляна), ХК «Мальме».
У складі національної збірної Словенії учасник чемпіонату світу 2010 (дивізіон I). У складі молодіжної збірної Словенії учасник чемпіонатів світу 2008 (дивізіон I) і 2009 (дивізіон I). У складі юніорської збірної Словенії учасник чемпіонату світу 2007 (дивізіон I).